# Anton Chico
Anton Chico è un census-designated place (CDP) degli Stati Uniti d'America della contea di Guadalupe nello Stato del Nuovo Messico. La popolazione era di 188 abitanti al censimento del 2010. Anton Chico possiede un ufficio postale con ZIP code 87711. La New Mexico State Road 386 passa attraverso la comunità.

## Geografia fisica
Secondo lo United States Census Bureau, il CDP ha una superficie totale di 4,62 km², dei quali 4,62 km² di territorio e 0 km² di acque interne (0% del totale).

## Società

### Evoluzione demografica
Secondo il censimento del 2010, la popolazione era di 188 abitanti.

### Etnie e minoranze straniere
Secondo il censimento del 2010, la composizione etnica del CDP era formata dal 61,17% di bianchi, lo 0% di afroamericani, il 3,72% di nativi americani, il 2,66% di asiatici, lo 0% di oceanici, il 29,26% di altre razze, e il 3,19% di due o più etnie. Ispanici o latinos di qualunque razza erano l'88,83% della popolazione.